# Harpyia microsticta
Harpyia microsticta är en fjärilsart som beskrevs av Swinhoe 1892. Harpyia microsticta ingår i släktet Harpyia och familjen tandspinnare. Inga underarter finns listade i Catalogue of Life.